# Appropriateness Evaluation Protocol
Der aus dem US-amerikanischen Gesundheitswesen übernommene Begriff Appropriateness evaluation protocol wird meist abgekürzt verwendet (AEP bzw. G-AEP) oder auch als „G-AEP-Kriterien“ bezeichnet.

## Definition und Zielsetzung
Die G-AEP-Kriterien dienen zur Überprüfung der Angemessenheit stationärer Krankenhausbehandlung (evaluation: Überprüfung; appropriateness: Angemessenheit). Es handelt sich hierbei um eine Art Checkliste für das Prüfverfahren, wann eine stationäre Aufnahme in ein Krankenhaus zweifellos und unstrittig erforderlich ist. Dabei werden insbesondere die Erkrankungsschwere, die erforderliche und die bisher erfolgte Behandlung, sowie soziale Aspekte berücksichtigt.   Die Kriterien wurden von den Spitzenverbänden der Krankenkassen und der Deutschen Krankenhausgesellschaft erarbeitet. Sie gelten als nicht einfach und bilden nicht alle stationären Behandlungsnotwendigkeiten ab und sind auch für einige medizinische Fachgebiete nicht geeignet (z. B. Psychiatrie und Kinderheilkunde). Aufgrund der Gesamtbewertung des Falles durch den aufnehmenden Krankenhausarzt kann ggf. auch die Notwendigkeit einer stationären Aufnahme gegeben sein, obwohl keines der Kriterien erfüllt ist.

## Beispielkriterien
Erkrankung:
- plötzlicher Sehverlust
- zu niedriger oder zu hoher Blutdruck
- Verdacht auf Herzinfarkt
- Schlaganfall

Behandlung:
- Intensivstation
- Beatmung
- Operation (Medizin)